# Alesjaure

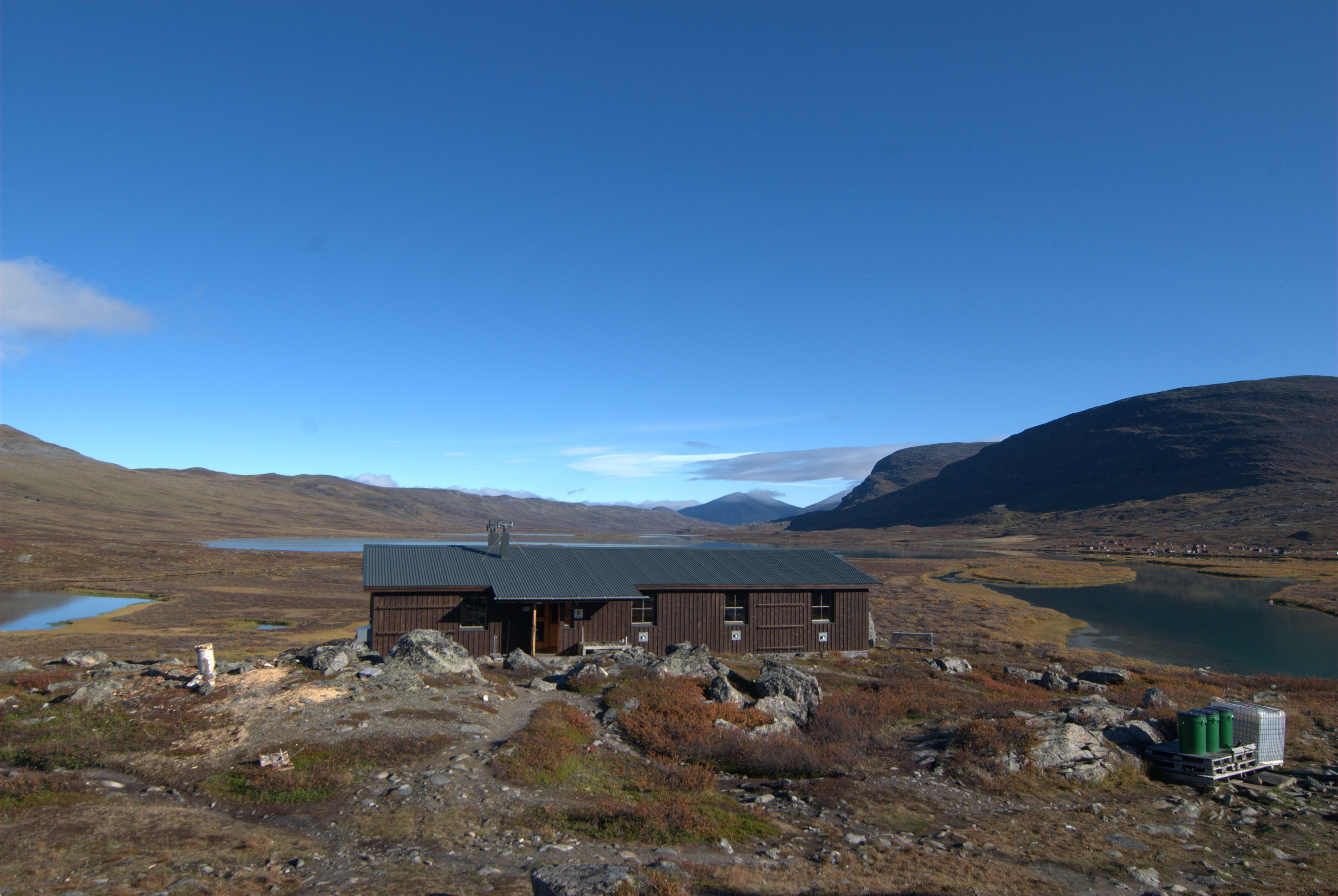
Een van de hutten, met op de achtergrond het meer en een zomerdorp van de Samen

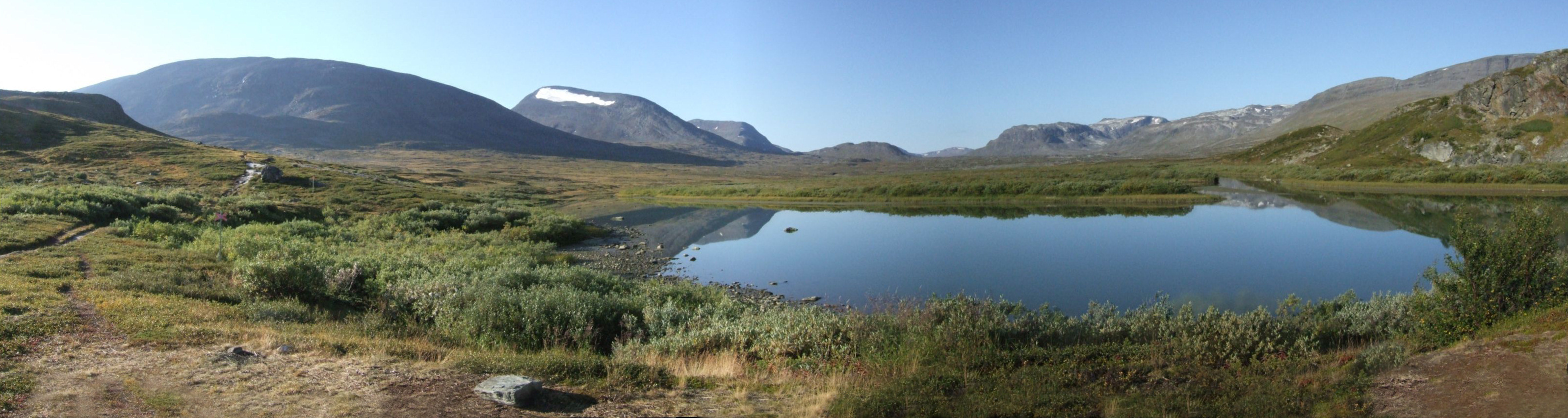
De Kungsleden in de buurt van Alesjaure

Alesjaure is een kleine groep van berghutten in het noorden van Zweden in beheer van het Zweeds toeristenbureau. Ze liggen in de gemeente Kiruna naast het gelijknamige meer. 's Zomers vestigen de plaatselijke Samen zich in het gebied en hoeden er hun rendieren. Die voeden zich daar met het gras in de omgeving. De hutten vormen een belangrijke schakel voor wandelaars die de kungsleden lopen. Er is plaats voor 78 gasten. Alesjaure ligt op een kruising van wandelpaden, vanaf de hut is het 18 kilometer lopen richting het oosten naar de berghut Vistas, 20 km richting het noorden over de kungsleden naar berghut naast het Abiskojaure, 14 km richting het westen naar Unna Allakas Fjällstuga en dertien kilometer richting het zuiden over de kungsleden naar de berghut Tjäktja.
- Zweedse toeristenbureau. officiële website.